# Chunkz
 (juillet 2025).
Amin Mohamed, plus connu sous le nom de Chunkz, né le 21 février 1996 dans le nord-ouest de Londres, est un vidéaste web, influenceur web, animateur, artiste et ancien musicien britannique,,. Il est membre du collectif YouTube Beta Squad.

## Biographie
Amin Mohamed,, né le 21 février 1996 dans le nord-ouest de Londres, est un Somalien britannique de deuxième génération, ses parents étant originaires du Somaliland, arrivés au Royaume-Uni dans les années 1980. Avant de se lancer dans une carrière sur YouTube, il a travaillé chez Cineworld, une chaîne de cinémas britannique, où il a rencontré Aj Shabeel, un autre membre de la Beta Squad. Amin a également étudié les mathématiques financières à la London Metropolitan University pendant un an avant de quitter ses études en 2016 pour se consacrer pleinement à YouTube,.
Il est de confession musulmane, et est supporter de l'équipe d'Arsenal FC

### Carrière

#### YouTube
Mohamed créé sa chaîne Chunkz le 23 juillet 2015. Ses premières vidéos sur YouTube comprenaient des vlogs, des défis, des farces et plus encore ; elles incluaient également son ami Sharky et son cousin, Darkest Man. Lors d'une interview en octobre 2019, il cite le vidéaste web britannique KSI comme source d'inspiration pour commencer à créer du contenu sur YouTube. En 2017, il a quitté son emploi à Cineworld pour devenir un YouTubeur à temps plein.
Il a formé un duo avec Yung Filly et a participé à des vidéos sur différentes chaînes YouTube. Mohamed et Yung Filly ont également joué dans la série YouTube de Footasylum intitulée Does the Shoe Fit.
En 2018, Mohamed a reçu le Prix International du Somaliland en tant que meilleur animateur.
En 2019, Mohamed créé et rejoint le Beta Squad, un collectif britannique de vidéaste web sur YouTube, dans lesquels on retrouve Niko Omilana, AJ Shabeel, Sharky et KingKennyTV.En février 2019, il annonce que le groupe emménagerait dans un manoir de 4 millions de livres sterling, situé dans un lieu tenu secret à Londres. Ils y créeraient du contenu quotidien pour des plateformes comme YouTube, Instagram et Snapchat,. Le groupe a également lancé une chaîne partagée appelée Beta Squad, où ils publieraient leurs contenus collaboratifs,,,.
Le 13 juillet 2024, il apparait dans une vidéo de MrBeast intitulée « 50 YouTubers Fight for $1,000,000 » avec d'autres influenceurs.

#### Musique
En 2018, Mohamed commence sa carrière musicale avec sa première chanson, Vibranium, une chanson house et dance tropicale mettant en vedette Neji.
En mars 2020, Mohamed sort son premier single de rap, Clean Up, avec Yung Filly. En octobre 2020, Mohamed et Yung Filly sort un nouveau single accompagné d'un clip vidéo, intitulé Hold,.
En mai 2021, Mohamed annonce qu'il se retire de la musique, car il estimait que cela était incompatible avec ses croyances musulmanes,.

#### Autres projets
Mohamed interpréte le rôle d'Asznee dans le clip musical Man's Not Hot de Big Shaq en 2017. En mars 2018, Mohamed, aux côtés de Michael Dapaah, il contribue au lancement d'une fonctionnalité vocale pour l'Assistant Google, développée pour le détaillant de billets de train Trainline et dédiée à la planification des voyages en train.
Mohamed est apparu dans le film de comédie-horreur Are We Dead Yet? (2020), écrit et réalisé par Fredi Nwaka,.
En septembre 2020, il est annoncé comme co-animateur de l'émission du samedi matin de Sky Sports, Saturday Social. Au cours du même mois, il est choisi comme co-animateur de la compétition de sports extrêmes The Aphetor Games, mettant en vedette des créateurs de contenu et des influenceurs,.
En décembre 2020, il anime les MOBO Awards 2020 aux côtés de Maya Jama.
Mohamed, supporter d'Arsenal, fait une apparition dans la docu-série sportive Amazon Original La Victoire sinon rien : Arsenal. La série suit le club pendant la saison 2021-2022, en offrant une immersion dans les coulisses avec le staff technique et les joueurs, à la fois sur et en dehors du terrain.
En octobre 2023, Mohamed lance un podcast avec Yung Filly appelé The Chunkz and Filly Show,.

## Matchs de football caritatifs
Depuis 2020, Mohamed participe à des événements caritatifs annuels de football, notamment Soccer Aid et Sidemen Charity Matches.
Le 23 février 2024, Mohamed participe à Match for Hope, un match de football caritatif organisé au stade Ahmad Bin Ali, au Qatar, où il a été capitaine de l'équipe Chunkz contre l'équipe AboFlah (ar), un YouTubeur arabophone. Le match se termine par une victoire 7-5 de l'équipe Chunkz contre l'équipe AboFlah. Cela leur à permis de récolter plus de 8,8 millions de dollars pour soutenir la Fondation Education Above All du Qatar,,.
Le 2 juin 2024, Mohamed a joué et organisé un match de football caritatif avec Beta Squad et le groupe YouTube américain AMP à Selhurst Park à Londres. L'événement a permis de collecter des fonds pour The Water Project. Le match s'est terminé sur score de 6-6 après qu'une invasion du terrain ait forcé l'arrêt du match.

## Filmographie
| Année | Titre             | Rôle     | Remarques            | Ref.   |
| ----- | ----------------- | -------- | -------------------- | ------ |
| 2020  | Are We Dead Yet?  | Fantôme  |                      | [ 24 ] |
| 2024  | The Sidemen Story | Lui-même | Documentaire ; Caméo | [ 36 ] |

| Année     | Titre                     | Rôle     | Réseau(x)          | Remarques                  | Ref.   |
| --------- | ------------------------- | -------- | ------------------ | -------------------------- | ------ |
| 2020–2021 | Soirée sociale du samedi  | Lui-même | Sky Sports         | Co-animateur               | [ 25 ] |
| 2020      | Les Jeux d'Aphetor        | Lui-même | En ligne           | Co-animateur               | [ 26 ] |
| 2020      | Prix MOBO 2020            | Lui-même | BBC One et YouTube | Co-animateur               | [ 28 ] |
| 2020      | Date du magasin de poulet | Lui-même | YouTube            | Épisode 36 avec Yung Filly | [ 37 ] |

| Année | Titre                            | Rôle     | Réseau      | Remarques    | Ref.   |
| ----- | -------------------------------- | -------- | ----------- | ------------ | ------ |
| 2022  | La Victoire sinon rien : Arsenal | Lui même | Prime Video | Documentaire | [ 29 ] |
| 2022  | Mauvais chefs                    | Lui même | ITV2        | Présentateur | [ 38 ] |

| Year | Title                      | Artist(s)             | Role    |        |
| ---- | -------------------------- | --------------------- | ------- | ------ |
| 2017 | <i>Man's Not Hot</i>       | Michael Dapaah        | Asznee  | [ 39 ] |
| 2018 | Man Don't Dance            | Michael Dapaah        | Asznee  | [ 40 ] |
| 2019 | Buss It Down               | Michael Dapaah        | Asznee  | [ 41 ] |
| 2021 | 100 Bags Freestyle         | Yung Filly            | Himself | [ 42 ] |
| 2022 | My Life                    | Aj Shabeel            | Himself | [ 43 ] |
| 2022 | Don't Lie                  | A1 x J1 feat. Nemzzz  | Himself | [ 44 ] |
| 2022 | <i>Are You Entertained</i> | Russ feat. Ed Sheeran | Himself | [ 45 ] |
| 2023 | Voices                     | KSI feat. Oliver Tree | Fiancé  | [ 46 ] |
| 2024 | 1 By 1                     | Michael Hamilton      | Himself | [ 47 ] |

## Discographie
| Titre                                       | Année | Meilleures positions dans les hit-parades | Meilleures positions dans les hit-parades | Meilleures positions dans les hit-parades | Meilleures positions dans les hit-parades | Certifications | Album                     |
| Titre                                       | Année | UK                                        | UK Ind.                                   | NZ Hot                                    | SCO                                       | Certifications | Album                     |
| ------------------------------------------- | ----- | ----------------------------------------- | ----------------------------------------- | ----------------------------------------- | ----------------------------------------- | -------------- | ------------------------- |
| Vibranium (featuring Neji)                  | 2018  | —                                         | —                                         | —                                         | —                                         | - BPI: Argent  | Non-album singles         |
| Clean Up (with Yung Filly)                  | 2019  | 67                                        | —                                         | —                                         | —                                         |                | Non-album singles         |
| Hold (with Yung Filly)                      | 2019  | 29                                        | 3                                         | 35                                        | 31                                        |                | Non-album singles         |
| Confidence (with Yung Filly and Geko)       | 2020  | —                                         | —                                         | —                                         | —                                         |                | Non-album singles         |
| Insecure Love (with Zion Foster)            | 2020  | —                                         | —                                         | —                                         | —                                         |                | Welcome to the Lion's Den |
| Lingo (avec Deno and J.I the Prince of N.Y) | 2021  | 57                                        | —                                         | —                                         | —                                         |                | Boy Meets World           |

## Prix et nominations
| Cérémonie    | Année | Catégorie                         | Destinataire(s)        | Résultat |
| ------------ | ----- | --------------------------------- | ---------------------- | -------- |
| MOBO Awards  | 2020  | Meilleure personnalité médiatique | Se                     | Nommé    |
| MOBO Awards  | 2021  | Meilleure personnalité médiatique | Lui-même et Yung Filly | Gagnant  |
| MOBO Awards  | 2022  | Meilleure personnalité médiatique | Se                     | Nommé    |
| Rated Awards | 2020  | Personnalité de l'année           | Se                     | Gagnant  |
| Rated Awards | 2021  | Personnalité de l'année           | Se                     | Nommé    |
| Rated Awards | 2022  | Personnalité de l'année           | Se                     | Nommé    |